# Mike B. Anderson
Mike B. Anderson (* 1973 Burbank), někdy uváděný jako Mikel B. Anderson, je americký televizní režisér, který pracuje na seriálu Simpsonovi. Během studia na vysoké škole režíroval hrané filmy Alone in the T-Shirt Zone (1986) a Kamillions (1989). Od roku 1990 pracoval převážně v oblasti animace, mimo jiné byl konzultantem seriálu The Oblongs a konzultantem příběhu seriálu Tripping the Rift.
Získal dvě ceny Emmy za režii dílů Simpsonových – Homerovy fobie v roce 1997 a Homra v roce 2001. Za Homerovu fobii získal cenu Annie za nejlepší individuální výkon. Mike byl také režisérem částí Simpsonových ve filmu (2007), dohlížel na atrakci The Simpsons Ride v Universal Studios a je režisérem televizního seriálu Simpsonovi.

## DílySimpsonovýchrežírované Andersonem
7. řada
- Líza bortí mýty

8. řada
- Speciální čarodějnický díl
- Dvojí stěhování
- Homerova fobie
- Tajná válka Lízy Simpsonové

9. řada
- Poslední pokušení Krustyho

10. řada
- Homer Simpson a ledvina

11. řada
- Všechna sláva polní tráva

12. řada
- Homr
- Trilogie omylů

13. řada
- Příběhy z nevrácené knihy

14. řada
- Homerova rock'n'rollová brnkačka
- Ředitel XXL

15. řada
- Předsedkyně pro parádu
- Toulky historií s Marge
- Takoví jsme nebyli

16. řada
- Komiksák a chlapeček
- Rošťácký rap
- Futu-drama

17. řada
- Návrat nezdárného syna
- Čí je vlastně Homer?
- Nejmokřejší příběh všech dob

18. řada
- Kladivo na Homera

19. řada
- Má máma Mona

21. řada
- Speciální čarodějnický díl XX

27. řada
- Halloween je horor